# ميناء وادي فيران
هو ميناء بترولي بحري يقع بمدينة وادي فيران على خليج السويس بمحافظة جنوب سيناء بمصر لخدمة شركات قطاع البترول العاملة هناك وهو يتبع شركة بترول بلاعيم «بتروبل».

## الموقع
يقع الميناء على الشاطئ الشرقى لخليج السويس بمسافة 74 ميل.

## نشاط الميناء
استقبال وشحن وتفريغ ناقلات البترول.